# Гейл Глазго
Гейл Глазго (англ. Gail Glasgow; нар. 24 квітня 1951) — колишня американська тенісистка.
Найвищим досягненням на турнірах Великого шолома було 3 коло в одиночному та змішаному парному розрядах.

## Фінали Туру WTA

### Парний розряд: 1 (0-1)
| Результат | Ранг | Дата      | Турнір          | Покриття | Партнерка              | Суперниці                      | Рахунок  |
| --------- | ---- | --------- | --------------- | -------- | ---------------------- | ------------------------------ | -------- |
| Поразка   | 1.   | Sep, 1975 | Мішн-В'єхо, США | Тверде   | Бетті Енн Грабб Стюарт | Кріс Еверт Мартіна Навратілова | 3–6, 5–7 |